# 2001 QW322

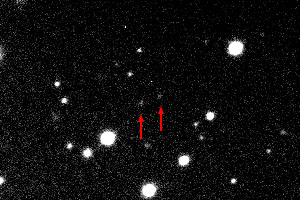
El objeto binario 2001 QW322 del cinturón de Kuiper, fotografiado por la cámara CCD CFH12K del Telescopio Canadá-Francia-Hawái el 24 de agosto de 2001. El par está visiblemente separado por aproximadamente un segundo de arco.

2001 QW322 es un planeta menor planeta menor binario y cubewano en el cinturón de Kuiper. Sus dos componentes fueron descubiertos en 2001 por JJ Kavelaars y su tamaño se estima en 86 km de diámetro. Se les denominó Antipholus y Antipholus en homenaje a los gemelos de La comedia de las equivocaciones de Shakespeare.
En 2008, un trabajo publicado muestra que el conjunto tiene un período orbital extraordinariamente largo (para un objeto binario transneptuniano, asteroide o planeta menor) de unos 25 ~ 30 años.
El radio orbital es notablemente alto (105 000 a 135 000 km) mientras la excentricidad es inusualmente baja (<0.4). Todos estos parámetros se encuentran en el extremo del rango normal para estos objetos. 
Lo amplio del espacio y su baja excentricidad contribuye para hacer que el sistema sea propenso a la separación, y su expectativa de vida se estima en el orden de otros mil millones de años.